# 캐슬린 배리
캐슬린 배리( Kathleen Barry, 1941년 1월 22일 ~ )는 미국 출신의 사회학자이자 급진 여성주의자이다. 성매매 문제를 여성운동의 핵심의제로 제기한 이론가이자 성매매 반대연합(The Coalition Against Trafficking in Women)의 창설자이다. 국제 인신 매매에 관한 연구를 진행하고 책을 펴낸 뒤, 그는 국제 연합 NGO인 여성인신매매반대연합(CATW)을 공동 창설했다. 1985년, 여성의 역량 강화에 대한 기여를 인정받아 Wonder Woman Foundation Award를 수상했다. 브랜다이스 대학교와 펜실베이니아 주립 대학교에서 교수로 재직했다.

## 작업
배리의 첫 번째 책, 여성 성 노예제(1979)는 인신 성 매매에 대한 국제적 관심을 불러일으키려는 의도로 쓰였고, 6개의 언어로 번역됐다. 후속작인 섹슈얼리티의 매춘화(1995)는 자유주의적 현대 미국 담론에서 말하는 "동의" 개념을 다루고, 억압받는 집단이나 계급이 스스로 착취에 대한 명백한 동의를 함으로써 "모든 형태의 억압이 유지된다"는 결론을 통해 정치 철학과 여성주의 이론에 중요한 공헌을 했다. 그는 매춘 여성의 동의에 근거한 매춘의 정상화와 수용은 폭력은 동의의 문제가 아니라는 인권 원칙을 무시한다고 덧붙였다. 또한 그는 마르크스주의자들에 따르면 노동자들이 자신의 억압자들, 즉 자본가들과 협력하도록 강요당하는 것처럼 가부장제 하에서 억압된 계층의 일원인 여성들이 자신의 성적 착취에 "동의"하도록 사회로부터 강요받는다고 주장한다.

## 학력
배리는 캘리포니아 대학교 버클리에서 사회학과 교육학, 두 개의 박사 학위를 받았다.

## 저서

### 책
- 여성 성 노예제 Female Sexual Slavery, 1979
- Vietnam's Women in Transition, 1995
- The Prostitution of Sexuality, 1995
  - 정금나 김은정 역, 배리, 캐슬린 (2002). 《섹슈얼리티의 매춘화》. 삼인. ISBN 9788987519623.
- Susan B. Anthony: A Biography of a Singular Feminist, 2000[12]
- Unmaking War, Remaking Men: How Empathy Can Reshape Our Politics, Our Soldiers and Ourselves, 2010

### 에세이
- "The Vagina on Trial" (1971)
- "On the history of cultural sadism," in Against Sadomasochism: A Radical Feminist Analysis, ed. Robin Ruth Linden (East Palo Alto, Calif. : Frog in the Well, 1982.), pp. 51–65